# Comtat de Baca
El Comtat de Baca (en anglès: Baca County) és un comtat localitzat al sud-est de l'estat estatunidenc de Colorado. Tenia una població de 3.788 habitants segons el cens dels Estats Units de 2010, el qual és una disminució demogràfica de 729 habitants des del cens dels Estats Units de 2000. La seu de comtat i poble més poblat és Springfield. El comtat va ser format el 16 d'abril de 1889 i és el desè comtat menys poblat de Colorado.

## Història
El Comtat de Baca fou creat per la legislatura de Colorado el 16 d'abril de 1889 a partir de porcions orientals del Comtat de Las Animas. El comtat va ser anomenat en honor de la família Baca de Trinidad, ja que un membre d'aquesta família (Felipe Baca) fou pioner i primer colonitzador de Two Buttes Creek.

## Geografia

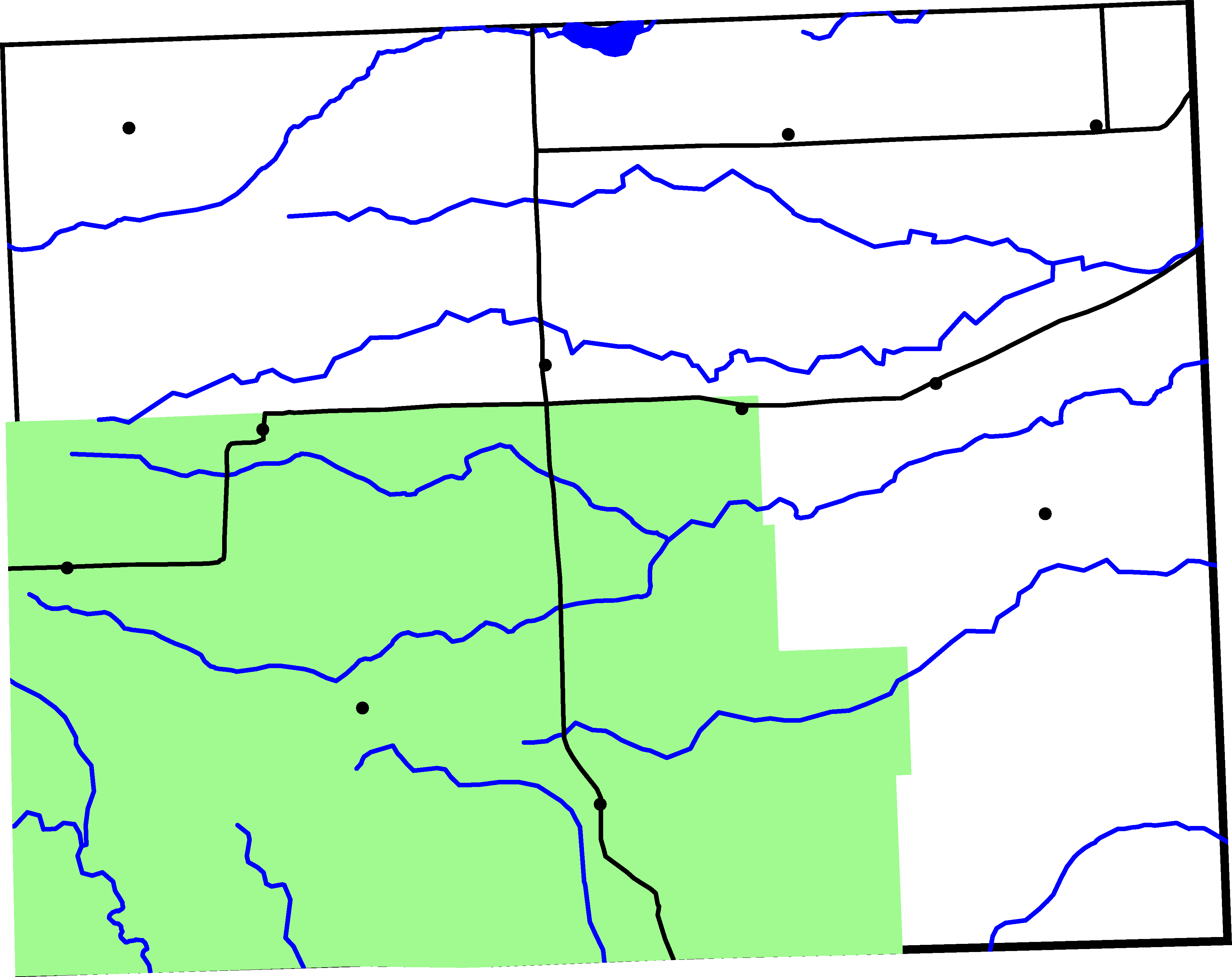
Mapa del Comtat de Baca

Segons l'Oficina del Cens dels Estats Units, el comtat té una àrea de 6.622,8 quilòmetres quadrats, dels quals 6.619,3 quilòmetres quadrats eren terra i 3,5 quilòmetres quadrats (0,05%) eren aigua.

### Comtats adjacents
|  |  |  |
|  |  |  |
|  |  |  |

### Clima
Dades climàtiques de la seu de comtat, Springfield, on es localitza el 38,31% de la població del comtat segons dades del cens dels Estats Units de 2010.
| Paràmetres climàtics mitjans de Springfield | Paràmetres climàtics mitjans de Springfield | Paràmetres climàtics mitjans de Springfield | Paràmetres climàtics mitjans de Springfield | Paràmetres climàtics mitjans de Springfield | Paràmetres climàtics mitjans de Springfield | Paràmetres climàtics mitjans de Springfield | Paràmetres climàtics mitjans de Springfield | Paràmetres climàtics mitjans de Springfield | Paràmetres climàtics mitjans de Springfield | Paràmetres climàtics mitjans de Springfield | Paràmetres climàtics mitjans de Springfield | Paràmetres climàtics mitjans de Springfield | Paràmetres climàtics mitjans de Springfield |
| Mes                                         | Gen.                                        | Feb.                                        | Mar.                                        | Abr.                                        | Mai.                                        | Jun.                                        | Jul.                                        | Ago.                                        | Set.                                        | Oct.                                        | Nov.                                        | Des.                                        | Anual                                       |
| ------------------------------------------- | ------------------------------------------- | ------------------------------------------- | ------------------------------------------- | ------------------------------------------- | ------------------------------------------- | ------------------------------------------- | ------------------------------------------- | ------------------------------------------- | ------------------------------------------- | ------------------------------------------- | ------------------------------------------- | ------------------------------------------- | ------------------------------------------- |
| Temperatura màxima registrada °C (°F)       | 26,1 (79)                                   | 28,3 (82,9)                                 | 32,2 (90)                                   | 36,1 (97)                                   | 40,0 (104)                                  | 43,9 (111)                                  | 42,8 (109)                                  | 40,0 (104)                                  | 38,3 (100,9)                                | 35,0 (95)                                   | 30,0 (86)                                   | 25,6 (78,1)                                 | 43,9 (111)                                  |
| Temperatura mínima registrada °C (°F)       | −30,6 (−23,1)                               | −30,0 (−22)                                 | −23,3 (−9,9)                                | −15,0 (5)                                   | −6,7 (19,9)                                 | 2,8 (37)                                    | 6,7 (44,1)                                  | 4,4 (39,9)                                  | −6,1 (21)                                   | −14,4 (6,1)                                 | −23,9 (−11)                                 | −27,8 (−18)                                 | −30,6 (−23,1)                               |
| Temperatura diària màxima °C (°F)           | 8,1 (46,6)                                  | 10,7 (51,3)                                 | 14,5 (58,1)                                 | 20,2 (68,4)                                 | 24,7 (76,5)                                 | 30,3 (86,5)                                 | 32,8 (91)                                   | 31,5 (88,7)                                 | 27,4 (81,3)                                 | 21,6 (70,9)                                 | 13,6 (56,5)                                 | 9,0 (48,2)                                  | 20,3 (68,5)                                 |
| Temperatura diària mínima °C (°F)           | −8,1 (17,4)                                 | −5,9 (21,4)                                 | −3,1 (26,4)                                 | 1,9 (35,4)                                  | 7,4 (45,3)                                  | 12,7 (54,9)                                 | 15,6 (60,1)                                 | 14,9 (58,8)                                 | 10,4 (50,7)                                 | 4,0 (39,2)                                  | −2,7 (27,1)                                 | −6,6 (20,1)                                 | 3,4 (38,1)                                  |
| Precipitació total mm (polzades)            | 11,0 (0,4)                                  | 11,0 (0,4)                                  | 25,0 (1)                                    | 35,0 (1,4)                                  | 67,0 (2,6)                                  | 55,0 (2,2)                                  | 63,0 (2,5)                                  | 57,0 (2,2)                                  | 32,0 (1,3)                                  | 23,0 (0,9)                                  | 17,0 (0,7)                                  | 10,0 (0,4)                                  | 40,7 (1,6)                                  |
| Font: Weatherbase.com                       |                                             |                                             |                                             |                                             |                                             |                                             |                                             |                                             |                                             |                                             |                                             |                                             |                                             |

## Demografia

Piràmide de població del Comtat de Baca (2000)

Segons el cens de 2000, hi havia 4.517 persones, 1.905 llars i 1.268 famílies residint en el comtat. La densitat de població era d'1 persona per quilòmetre quadrat. Hi havia 2.364 cases en una densitat d'unes 0 per quilòmetre quadrat. La composició racial del comtat era d'un 93,73% blancs, un 0,04% negres o afroamericans, un 1,20% natius americans, un 0,15% asiàtics, un 0,09% illencs pacífics, un 2,99% d'altres races i un 1,79% de dos o més races. Un 7,02% de la població eren hispànics o llatinoamericans de qualsevol raça.
Hi havia 1.905 llars de les quals un 28,40% tenien menors d'edat vivint-hi, un 56,80% eren parelles casades vivint juntes, un 7,50% tenien una dona com a cap de família sense cap marit present i un 33,40% no eren famílies. En un 30,40% de totes les llars només hi vivien individuals i un 15,70% tenien algú vivint-hi major de 64 anys. De mitjana la mida de la llar era de 2,33 persones i la de la família era de 2,90 persones.
Pel comtat la població s'estenia en un 24,50% menors de 18 anys, un 5,90% de 18 a 24 anys, un 22,70% de 25 a 44 anys, un 24,50% de 45 a 64 anys i un 22,40% majors de 64 anys. L'edat mediana era de 43 anys. Per cada 100 dones hi havia 99,00 homes. Per cada 100 dones majors de 17 anys, hi havia 95,50 homes.
L'ingrés anual de mediana per a una llar en el comtat era de 28.099 $ i l'ingrés anual de mediana per a una família era de 34.018 $. Els homes tenien un ingrés anual de mediana de 23.169 $ mentre que les dones en tenien de 18.292 $. La renda per capita pel comtat era de 15.068 $. Un 12,90% de les famílies i un 16,90% de la població vivien per sota del llindar de la pobresa, incloent-n'hi dels quals un 21,60% eren menors de 18 anys i un 13,30% majors de 64 anys.

## Ciutats i pobles

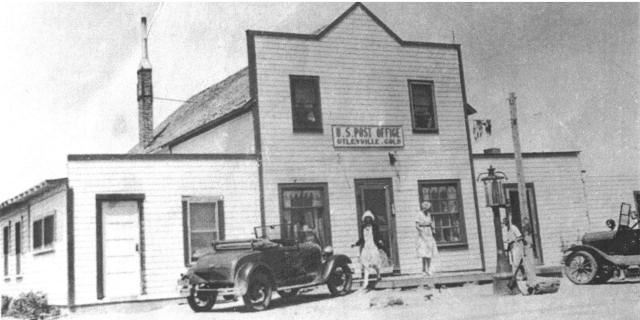
Oficina de correus de l'àrea no incorporada d'Utleyville

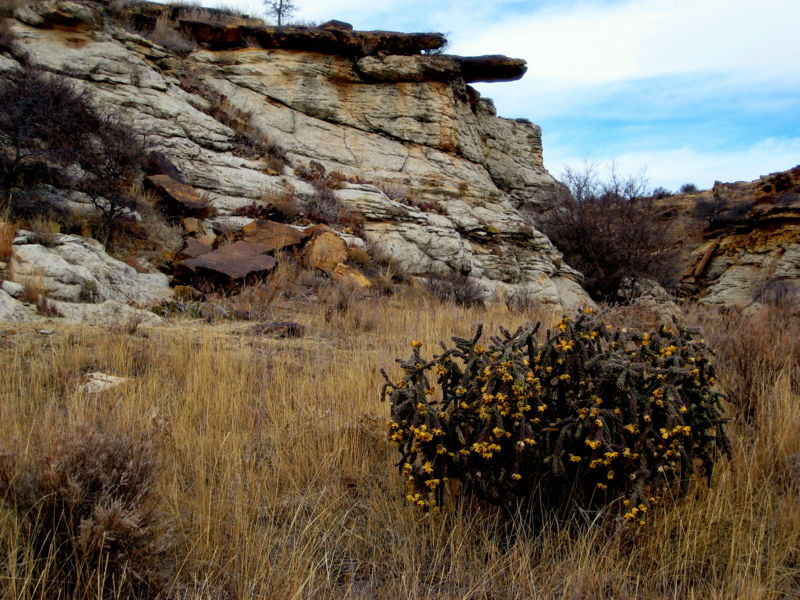
Un congost al Comanche National Grassland al Comtat de Baca

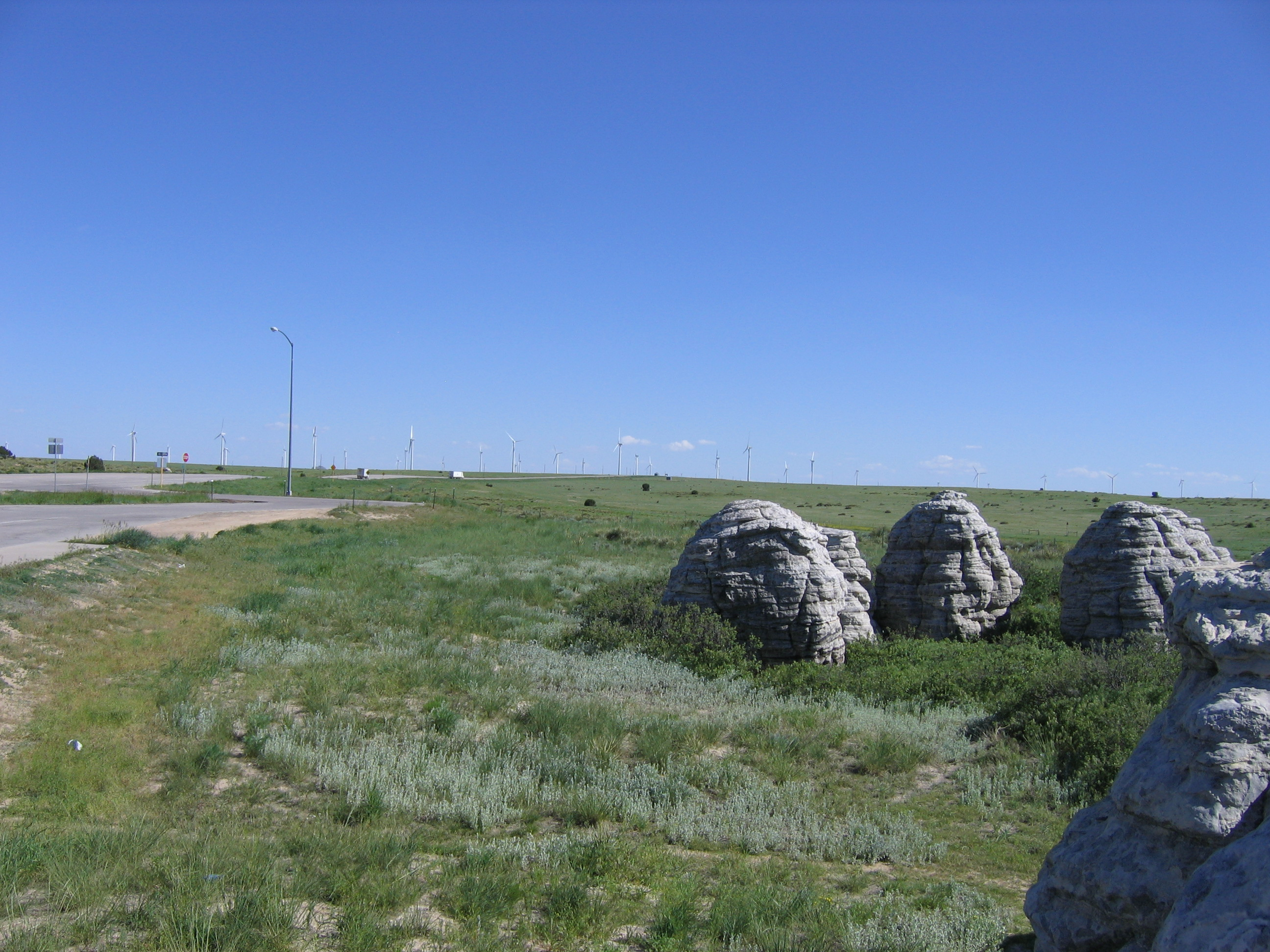
Parc eòlic en el comtat per l'autovia U.S. Route 287

- Buckeye Crossroads
- Campo
- Deora
- Lycan
- Pritchett
- Springfield
- Two Buttes
- Utleyville
- Vilas
- Walsh

## Camí històric nacional
- Camí de Santa Fe